# Muchauman no Theme
Muchauman no Theme é uma canção de Hironobu Kageyama. Foi lançada em 30 de janeiro de 2024 pela Pony Canyon.

## Produção
A música foi produzida para o 137º episódio do anime Chiikawa. Muchauman é um personagem do desenho, um super-herói sobre lactobacillus para promover o bom ambiente do intestino.
Kageyama duvidou do convite quando o recebeu, achando que era um engano, já que sua imagem costuma ser associada a músicas de animes shōnen, com heróis poderosos como Goku, de Dragon Ball Z, mas quando viu o material, percebeu que precisava cantar a música. Kageyama acabou até por fazer a voz do personagem no episódio.
Nagano, mangaká responsável pela criação de Chiikawa, escreveu a letra da música.

## Recepção
No ranking de downloads da Billboard Japan, chegou à 52ª  posição.

## Faixas
| N.º            | Título               | Letras         | Música         | Arranjo        | Duração |  |
| 1.             | "Muchauman no Theme" | Nagano         | Shugo Tokumaru | Shugo Tokumaru | 0:34    |  |
| Duração total: | Duração total:       | Duração total: | Duração total: | Duração total: | 0:34    |  |